# 山口正紀
山口 正紀（やまぐち まさのり、1949年 - 2022年）は、日本のジャーナリスト。元読売新聞記者。

## 人物
1949年、大阪府堺市生まれ。大阪市立大学経済学部卒業。1973年、読売新聞入社。宇都宮支局、甲府支局、東京本社地方部、婦人部・生活情報部、情報調査部、データベース部などを経て2003年12月末退社。以後、フリージャーナリストとして活動。
1997年から『週刊金曜日』に「人権とメディア」を隔週連載中。
2022年12月、癌のため死去。

## 著書
- 『資料集　人権と犯罪報道』（86年・日本評論社）
- 『情報の銃弾――検証「ロス疑惑」報道』（89年・日本評論社）
- 『天皇とマスコミ報道』（89年・三一書房）
- 『男性改造講座――男たちの明日へ』（93年・ドメス出版）
- 『匿名報道――メディア責任制度の確立を』（93年・学陽書房）
- 『報道の人権侵害と闘う本』（95年・三一書房）
- 『無責任なマスメディア――権力介入の危機と報道被害』（96年・現代人文社）
- 『テキストブック　現代の人権』（97年第2版、04年第3版・日本評論社）
- 『〈男らしさ〉と〈男性問題〉――揺らぎ、動き始めた男たち』（98年・広島県女性会議）
- 『ニュースの虚構　メディアの真実――現場で考えた‘90〜‘99報道検証』（99年・現代人文社）
- 『人権読本』（01年・岩波書店）、『検証・「拉致帰国者」マスコミ報道』（03年・社会評論社）
- 『メディアが市民の敵になる――さようなら読売新聞』（04年8月刊行・現代人文社）など。